# Machilus shiwandashanica
Machilus shiwandashanica är en lagerväxtart som beskrevs av Hung T. Chang. Machilus shiwandashanica ingår i släktet Machilus och familjen lagerväxter. Inga underarter finns listade i Catalogue of Life.